# Franz Gausterer
Franz Gausterer (* 16. Februar 1931 in Grimmenstein; † 6. Juli 2012 in Wiener Neustadt) war ein österreichischer Politiker (ÖVP) und Landwirt. Er war von 1987 bis 1988 Abgeordneter zum Landtag von Niederösterreich.

## Leben
Gausterer besuchte die Volks- und Hauptschule und machte sich 1954 als Landwirt selbständig. Er arbeitete zudem ab 1962 als Lagerhausangestellter und war ab 1965 Obmannstellvertreter bzw. ab 1985 Obmann der Landwirtschaftskammer Aspang. Ihm wurde der Berufstitel Ökonomierat verliehen.

## Politik
Politisch engagierte sich Gausterer zwischen 1975 und 1986 als ÖVP-Bezirksparteiobmann, zudem war er von 1979 bis 1990 als Gemeinderat in Grimmenstein aktiv. Er rückte am 15. Oktober 1987 für Johann Wildt als Abgeordneter in den Niederösterreichischen Landtag nach, schied jedoch bereits am 17. November 1988 wieder aus. 